# Pachinko

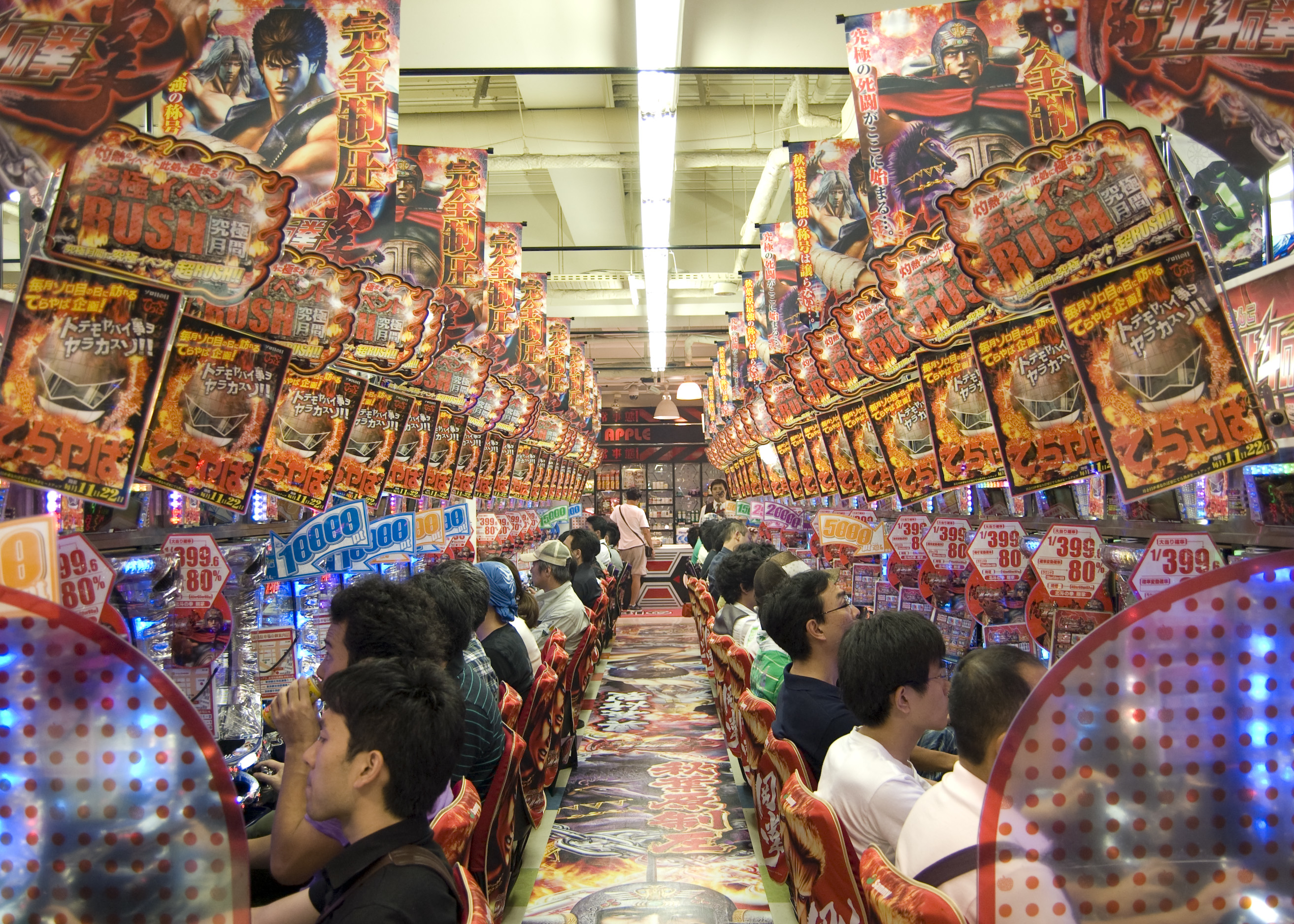
Een pachinkohal in Akihabara

Pachinko (パチンコ) is een mechanisch spel dat van oorsprong uit Japan komt en beschouwd wordt als een arcadespel, maar veel vaker als een gokautomaat. Het is in grote mate vergelijkbaar met de westerse gokautomaat. Een pachinkomachine lijkt op een verticale flipperkast, maar heeft geen flippers en maakt gebruik van een groot aantal kleine balletjes. De speler vuurt de balletjes af in de machine, die vervolgens door een dicht woud van pinnen naar beneden vallen. Als de ballen in bepaalde locaties terechtkomen, kan dit leiden tot bepaalde gebeurtenissen, die op hun beurt weer leiden tot een vermeerdering van het aantal ballen. Het doel van het spel is om zoveel mogelijk ballen te vangen. Deze ballen kunnen vervolgens worden ingewisseld voor prijzen. Pachinkomachines waren oorspronkelijk strikt mechanisch, maar in de moderne kasten is uitgebreide, complexe elektronica verwerkt.
Pachinkohallen zijn wijdverspreid in Japan, en er staan meestal ook een aantal gokkasten die pachislo of pachislots worden genoemd. Pachinkohallen vertonen veel overeenkomsten met westerse casino's. Moderne pachinkomachines zijn in hoge mate aanpasbaar, waardoor liefhebbers continu vermaakt kunnen worden.
Gokken voor geld is illegaal in Japan. Pachinkoballen kunnen niet direct worden ingewisseld voor geld in de pachinkohal zelf. De ballen worden ingewisseld voor prijzen of tokens, die ingewisseld kunnen worden voor contant geld op een locatie buiten de pachinkohal.

## Geschiedenis
Pachinkomachines werden voor het eerst gebouwd in de jaren 1920 als speelgoed voor kinderen. Een van de eerste modellen werd het "Korinthische Spel" コ リ ン ト ゲ ー ム ( Korinto Gemü ) genoemd, gebaseerd op en vernoemd naar de Amerikaanse "Korinthische bagatelle". Een andere waarschijnlijke inspiratie voor het spel was de Billard japonais, 'Japans biljart', uitgevonden in West-Europa in de 18de eeuw. De eerste pachinkospellen kwamen in Nagoya rond 1930 op de markt en bleek vooral als volwassen tijdverdrijf gezien te worden. Vanuit Nagoya verspreidde het spel zich over de rest van Japan. Alle Japanse pachinkohallen werden gesloten tijdens de Tweede Wereldoorlog, maar het spel keerde in de late jaren 1940 terug. Pachinko bleek nog steeds populair te zijn; de eerste commerciële hal werd in Nagoya geopend in 1948. Taiwan, wat zeer beïnvloed werd door Japan tijdens de bezetting, heeft eveneens veel pachinkovestigingen. Pachinkohallen worden tegenwoordig uitgebaat door voornamelijk Noord-Koreaanse immigranten.
Tot in de jaren 1980 waren pachinkomachines mechanische apparaten, waarin met belletjes de verschillende staten van de machine aan werden gegeven. Elektriciteit werd alleen gebruikt om lichtjes te doen flitsen en om problemen, zoals een machine die zonder balletjes zat, aan te geven. Ballen werden gelanceerd met behulp van een flipper; hun snelheid werd gereguleerd door de speler, die door het trekken van de flipper verschillende niveaus van kracht kon bepalen. Fabrikanten van pachinkomachines waren in deze periode onder andere Nishijin en Sankyo; de meeste van de machines die tegenwoordig op online veilingen beschikbaar zijn komen uit de jaren zeventig. Na deze decennia, werden steeds meer elektronische functies toegevoegd aan pachinkomachines, waardoor het verbruik van elektriciteit door de kasten toenam.

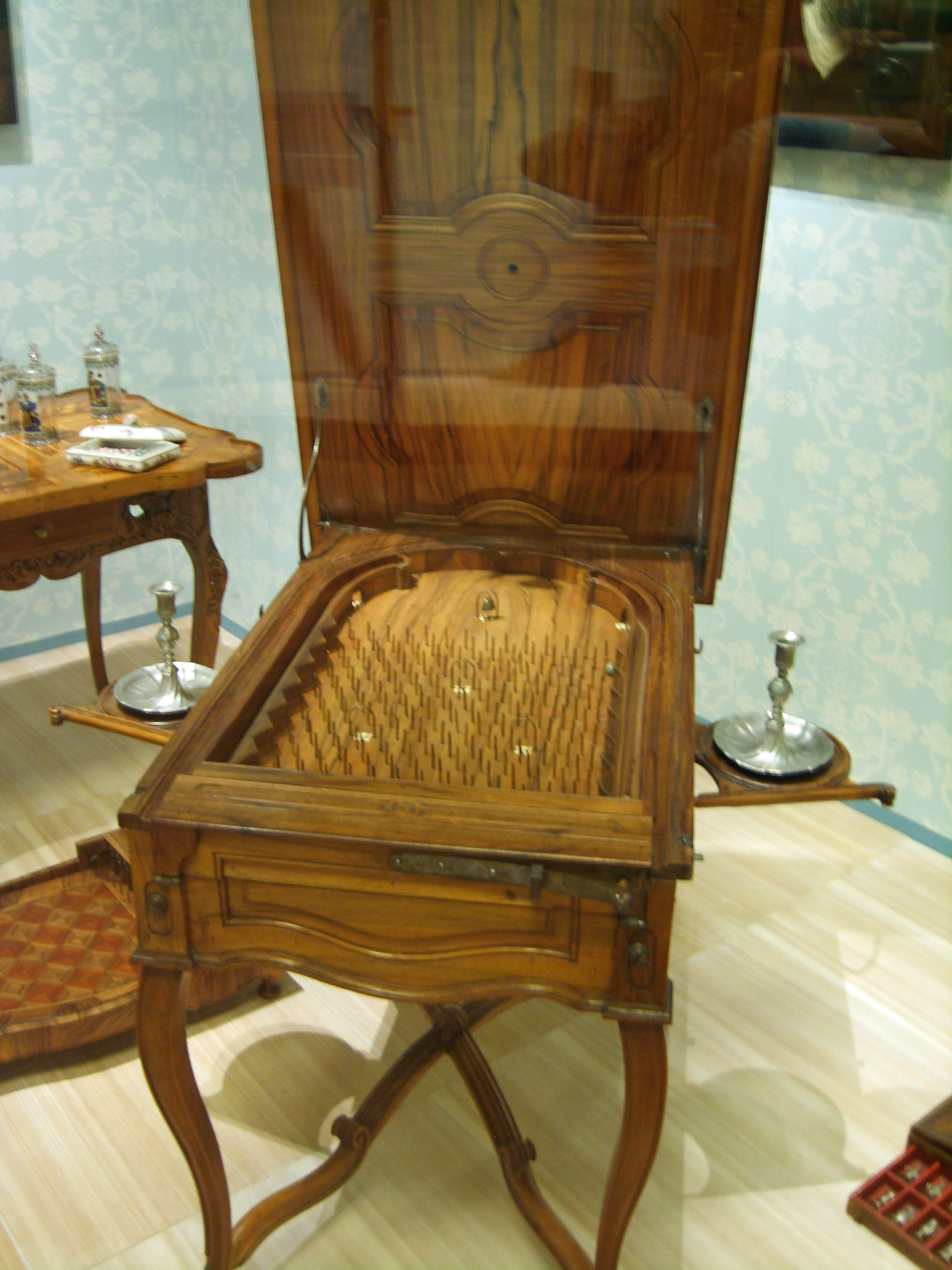
Billard japonais, Zuid-Duitsland/Alsace ca. 1750–70.
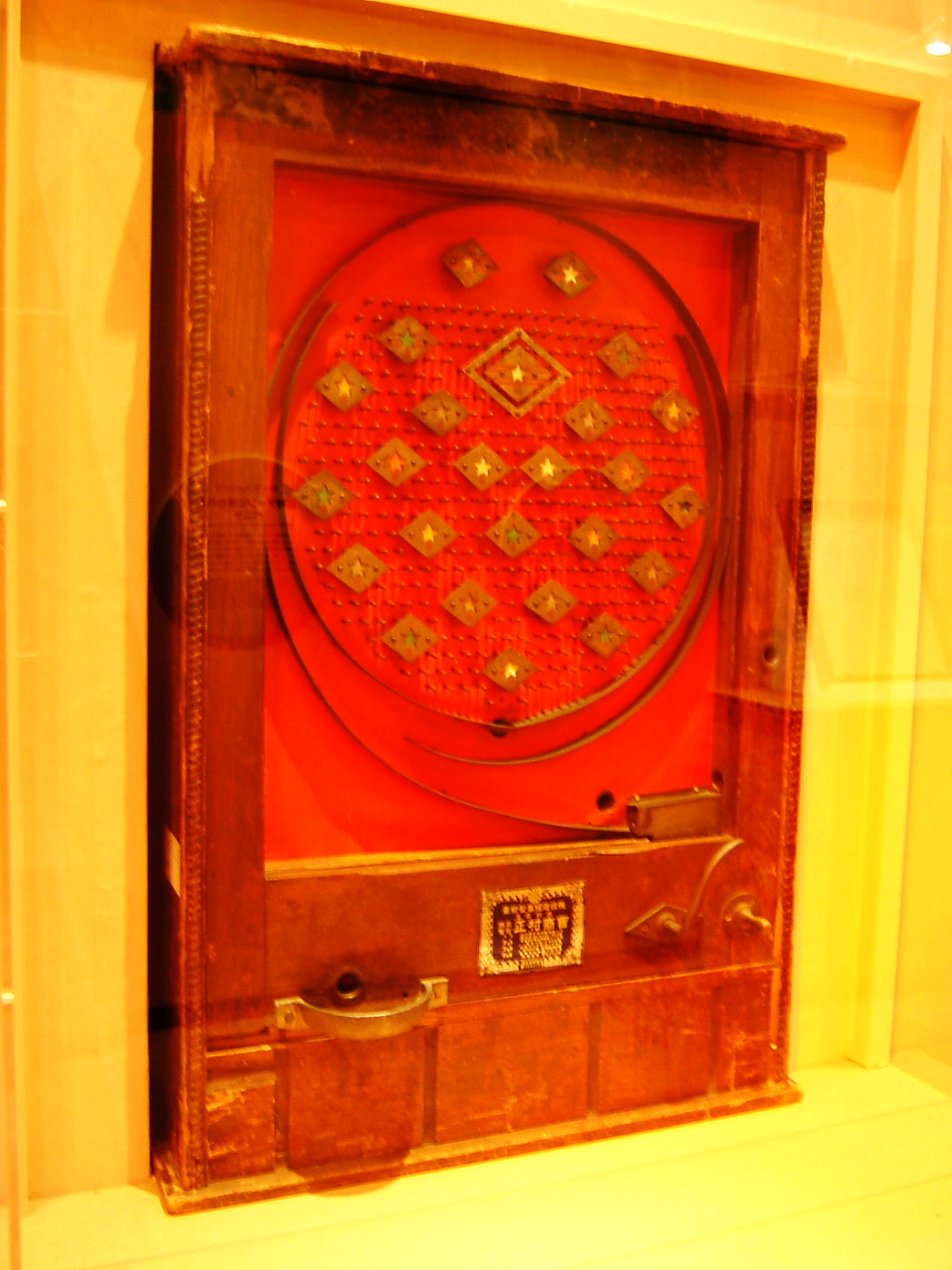
Vooroorlogse pachinkomachine.
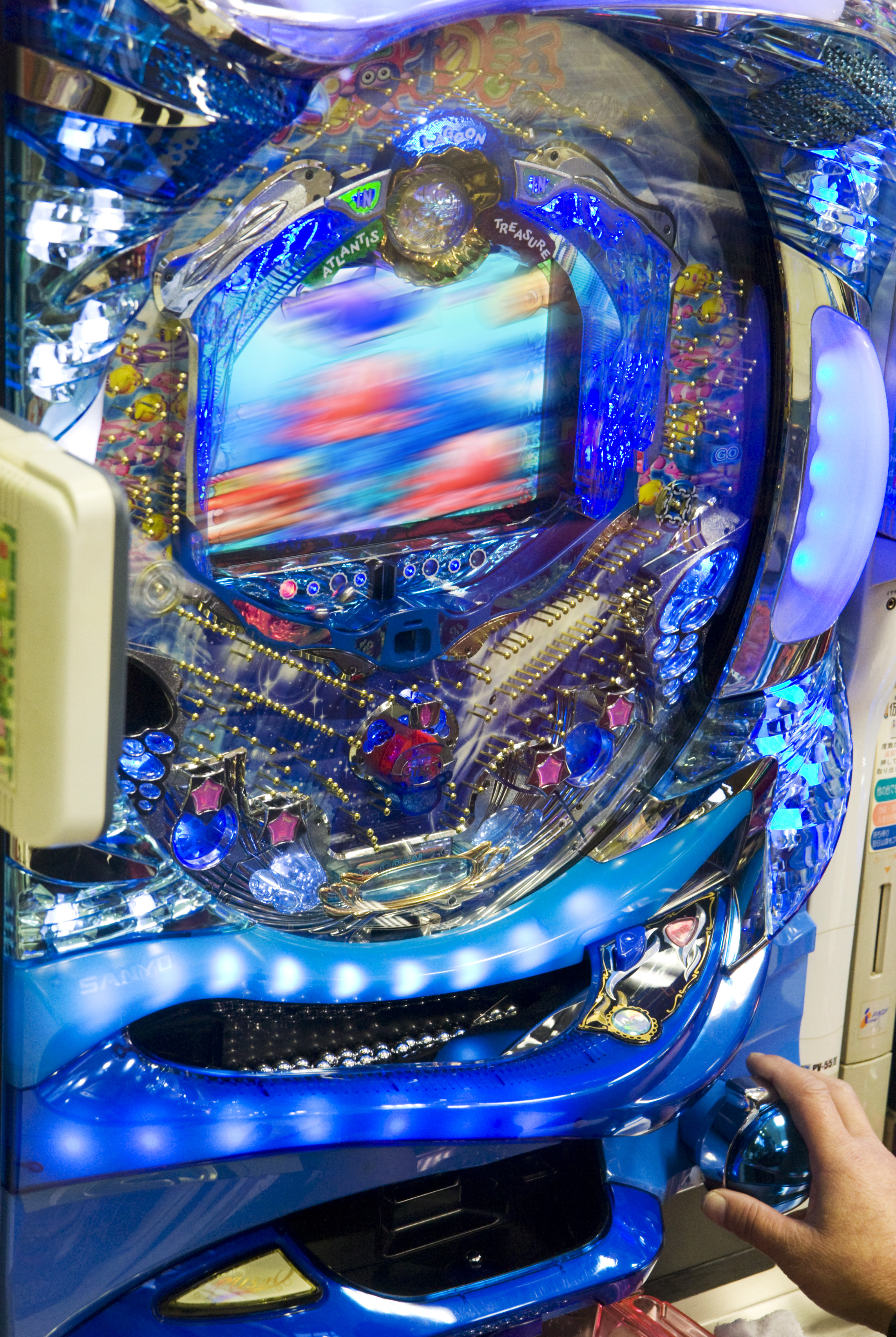
Een moderne, elektronische pachinkomachine in een hal in Tokio.